# Карразеду (Амареш)
Карразеду (порт. Carrazedo) — район (фрегезия) в Португалии, входит в округ Брага. Является составной частью муниципалитета Амареш. Находится в составе крупной городской агломерации Большое Минью. По старому административному делению входил в провинцию Минью. Входит в экономико-статистический субрегион Каваду, который входит в Северный регион. Население составляет 759 человек на 2001 год. Занимает площадь 3,09 км².